# Каррильо, Николас
Хосе́ Никола́с Карри́льо-и-Аги́рре (исп. José Nicolás Carrillo y Aguirre, 26 мая 1764 года — 4 октября 1845 года, Картаго, Коста-Рика) — коста-риканский священник и политик, глава Народного Совета (Хунты), управлявший Коста-Рикой с 12 ноября по 1 декабря 1821 года.

## Биография
Каррильо был крещен в Картаго, Коста-Рика, 26 мая 1764 года, под именем Хосе Николас. Его родителями были Хосе Каэтано Каррильо Касканте, кузнец, и Мария Агирре Родригес. У него было шесть братьев: Хосе Франсиско дель Росарио, Хосе Антонио, Хосе Мигель, Анна Каталина и Мария.
Каррильо изучал богословие в Леоне, Никарагуа. Между 1789 и 1792 годами он был священником в Эспарзе, а около 1800 года был назначен священником Багасеса, прихода, которым он руководил в течение многих лет. 
С 12 ноября по 1 декабря 1821 года Каррильо возглавлял Народный Совет (Хунту).  В ходе его правления был подготовлен Пакт согласия, предварительный конституционный проект, который 1 декабря 1821 года заменил испанскую Кадисскую конституцию в Коста-Рике. В тот же день был образован Временный правительственный совет под председательством Альварадо Баэсы, а Каррильо стал его вице-президентом.
Каррильо выступал за присоединение Коста-Рики к Мексиканской империи Агустина I. Он владел ранчо крупного рогатого скота в окрестностях Багасеса в нынешней провинции Гуанакасте.
Каррильо умер в Картаго, Коста-Рика, 4 октября 1845 года и передал свое наследство церквям и беднякам Картаго, Эспарсы, Багасеса и Лас-Каньяса.